# Tipi

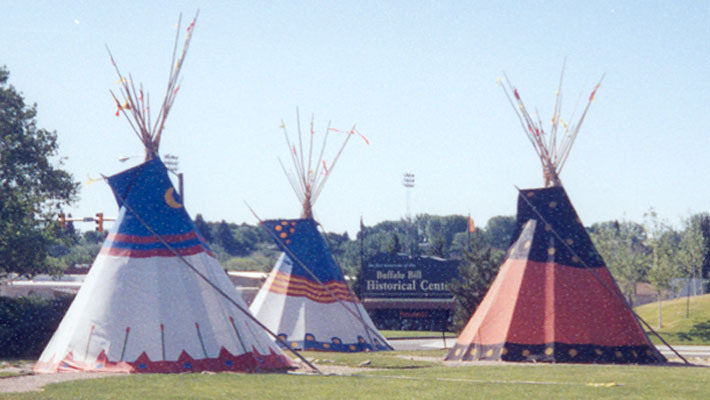
Tipis fora del Buffalo Bill Historical Center (Cody, Wyoming).

Un tipi és una tenda de campanya de forma cònica originalment feta de pells d'animals i popularitzada pels amerindis de les Grans Planes. Aquest habitatge solia durar molt, i donava calor i confort als seus inquilins durant els freds hiverns, era sec en època de pluges, i fresc en l'estiu.
Era desmuntable i portàtil, un factor molt important, ja que els indis eren nòmades, i podia ser desmuntada i empaquetada quan decidien moure's i fàcilment plantada quan trobaven un lloc adequat. Els tipis van associats als Indis americans, encara que hi havia amerindis d'altres de llocs a part de les Grans Planes que construïen altres tipus d'habitatges.
La paraula és d'arrel ameríndia: prové de la llengua lakota. El mot thíṗi consta de dos elements: el verb thí, que significa "habitar", i el plural enclític (un sufix que marca el subjecte del verb com a plural) ṗi, que significa "viuen". En Lakota, els verbs formals es poden utilitzar com a substantius i és precisament el cas de thíṗi, que a la pràctica significa "casa".
El terme wigwam de vegades s'utilitza de manera inapropiada per a referir-se a cases d'aquesta mena. En realitat es refereix a cases en forma de barraca, també fetes amb pals i pells, per altres poblacions primitives, inclosos els nadius del nord-est nord-americà.

## Disseny

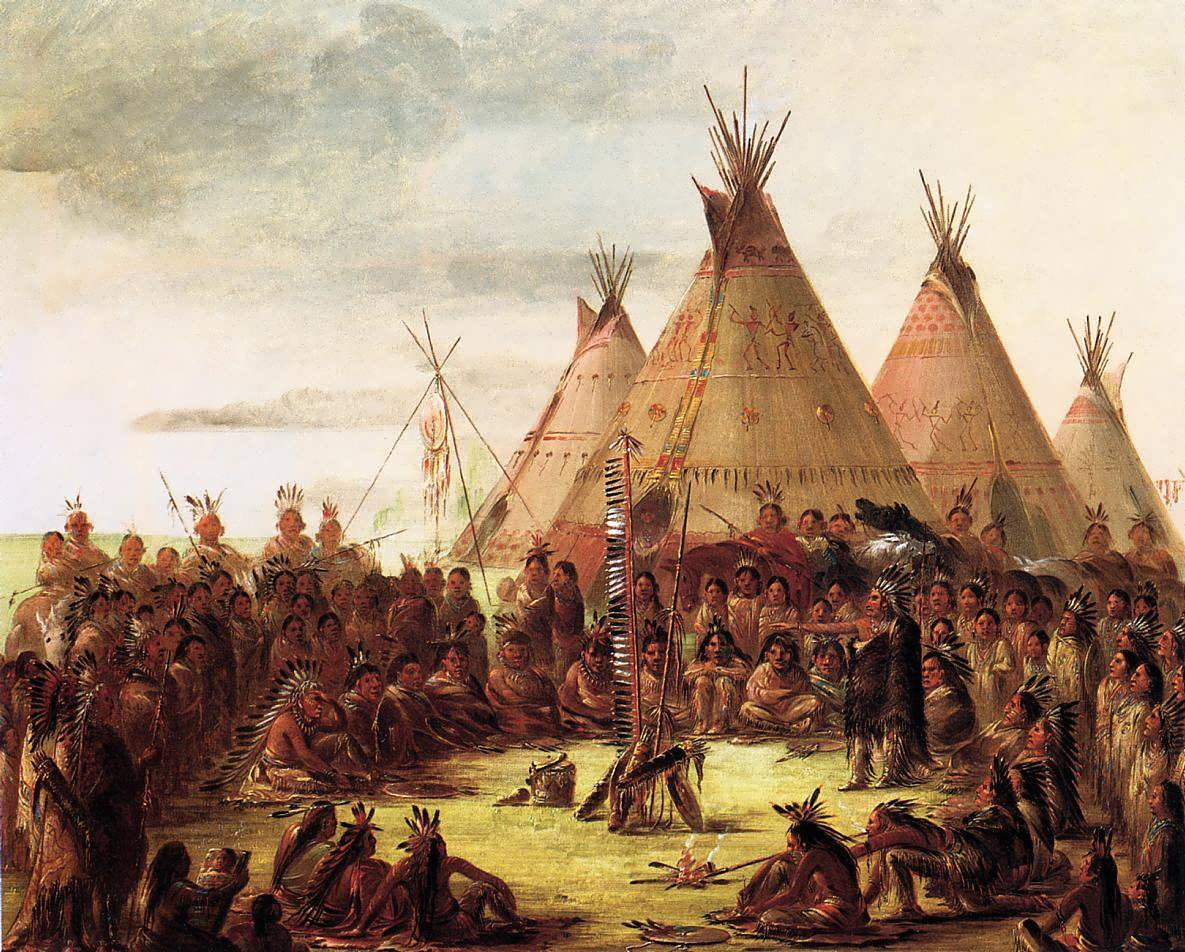
Tipi descrits per l'etnòleg George Catlin.

L'habitança era resistent i fornia un ambient càlid i confortable per als seus ocupants, fins i tot durant els hiverns més freds, era impermeable àdhuc sota les pluges més batents i fresca fins i tot a la calor de l'estiu. Era transportable (un factor important puix que la major part de les tribus eren nòmades - i es podia desmuntar i empaquetar ràpidament quan una tribu decidia de traslladar-se, de la mateixa manera que era possible de muntar-la ràpidament quan una tribu decidia d'establir-se en una zona.
Avui la coberta sol ser de tela i la fan servir les famílies ameríndies que assisteixen a festes i celebracions (Powwow) o que erigeixen campaments on es transmeten tradicions a les generacions més joves.

Els tipis consten de tres elements: un aplec de pals, el nombre varia segons la mida del tipi (11 per a un tipi de 3-4 metres, 14 per a un tipi de 5 metres ...), una tela o una coberta de pell, folre (el revestiment intern també s'anomena tela de la rosada). Són necessàries cordes i clavilles per a lligar els pals i ancorar la coberta. Els  tipis  es distingeixen de les altres tendes per dues novetats decisives: l'obertura superior per al fum, que permet a l'habitant de cuinar i d'escalfar-se amb un foc, i la cobertura polivalent, que permet un sòlid però mestrejat sistema de circulació de l'aire fresc i d'eliminació de fums en qualsevol clima. Els "tipis" s'han concebut per a ser muntats i desmuntats fàcilment segons els moviments, especialment per a perseguir els ramats de  bisons. Els pals llargs es podrien utilitzar per a construir un travois estirat pels gossos i més tard pels cavalls.